# William Alfred Spouncer
William Alfred Spouncer (1 de juliol de 1877 - 31 d'agost de 1962) va ser un futbolista anglès, que jugava com a davanter esquerrà.

## Carrera
Nascut a Gainsborough, Spouncer va jugar per primera vegada al club de la seva ciutat natal Gainsborough Trinity durant la temporada 1893–94. Es va incorporar al Sheffield United l'octubre de 1895, on es quedaria fins al maig de 1897, quan va signar professionalment pel Nottingham Forest. Va guanyar la FA Cup el 1898 i el títol de la Segona Divisió el 1907. Després de deixar Forest el 1910, i no trobar un nou club, es va retirar l'any següent.
A nivell internacional, va guanyar un partit per a Anglaterra el 1900, contra Gal·les.
Spouncer va fer una breu incursió a la direcció amb el FC Barcelona, fent-se càrrec dels catalans durant la temporada 1923–24. Va guanyar el Campionat de Catalunya amb deu victòries de deu, però a la Copa del Rei, el seu conjunt barceloní va ser derrotat per 6–1 en la repetició de semifinals contra el vencedor final, la Real Unión.

## Palmarès
Nottingham Forest
- Guanyador de la FA Cup:1898[4]